# 富盛のシーサー

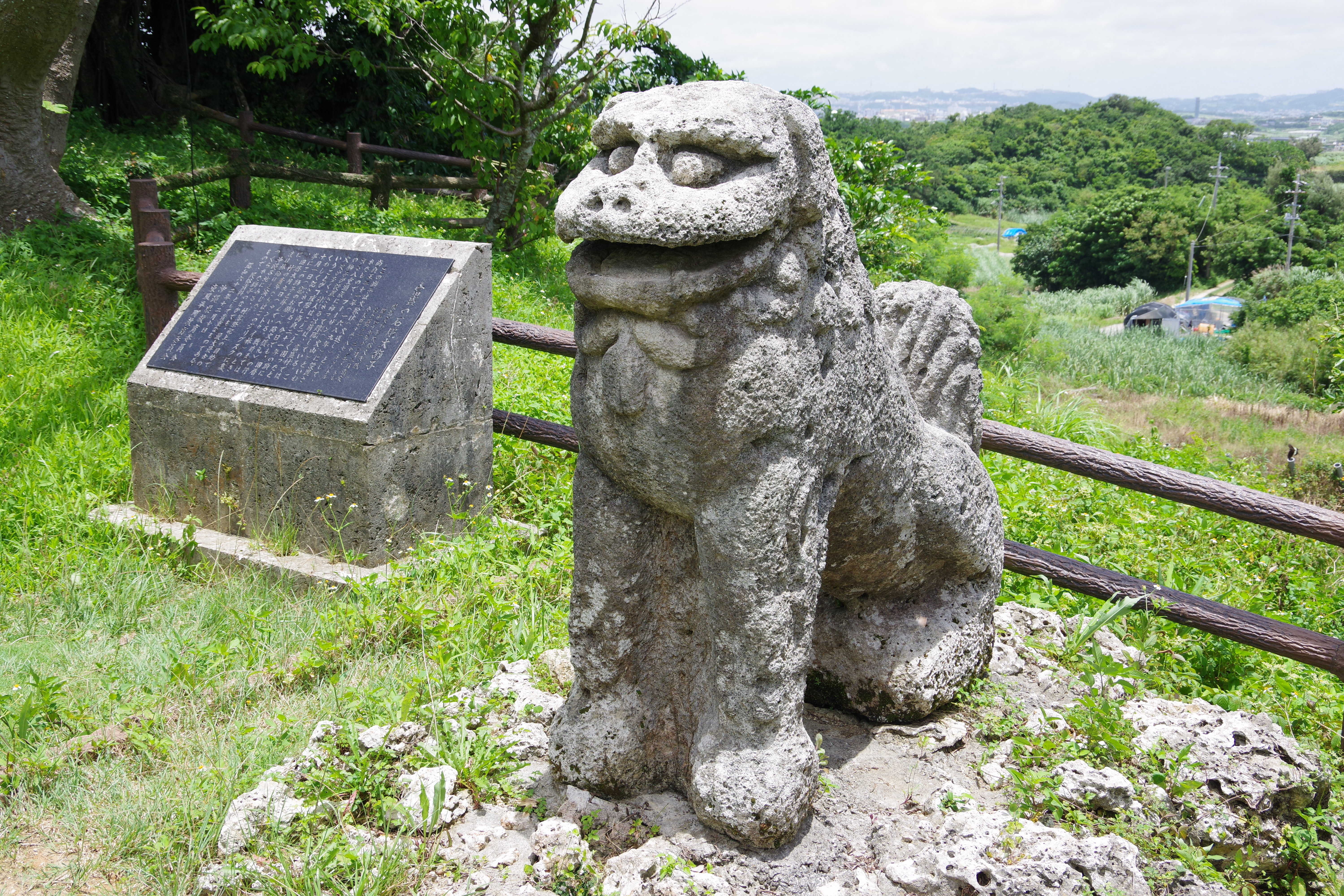
富盛のシーサー（向かって右側から）

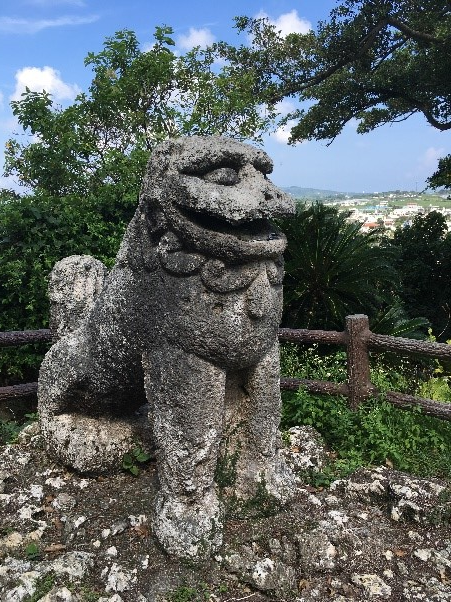
富盛のシーサー（向かって左側から）

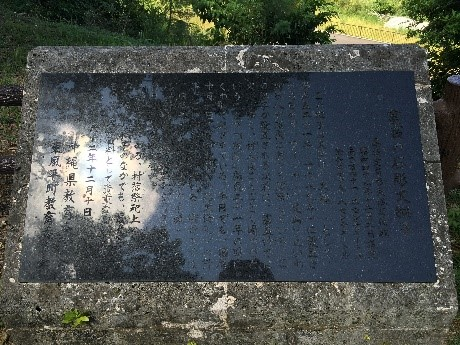
富盛のシーサーの解説碑

富盛のシーサー（ともりのシーサー）は沖縄県島尻郡八重瀬町富盛（勢理城）にある石獅子（シーサー）。記録のある中で沖縄県内で最も古いものである。「富盛の石彫大獅子」、または所在地から「勢理城の石彫大獅子」ともいう。
座標: 北緯26度8分1.2秒 東経127度43分26.9秒 / 北緯26.133667度 東経127.724139度

## 概要
八重瀬町字富盛の西の勢理城上方にある。『球陽』の記録に尚貞21年（1689年）に設置されたとある。製作者不明。
高さ142.2cm、全長175.8cm。沖縄県村獅子として最古最大の石獅子である。沖縄県指定有形民俗文化財に指定されている。

## 製作目的
製作年頃に富盛地区で火災が多かったので風水師（久米村の蔡応端(太田親雲上)）に相談した（占ってもらった）ところ、「火山（ヒーザン）」といわれる八重瀬岳に向かってシーサーを作るとよいと助言され火除け（火返し）の目的で作られた。

## 有形民俗文化財への指定
富盛出身の郷土史家、源武雄（当時、県教育庁文化財保護委員会会長）の申請によって、1974年（昭和49年）12月2日に指定された。

## 富盛のシーサーの凄み
地域住民にとっては地域の守り神のような存在である。旧暦10月1日のカママーイ（竈のお願い・防火儀礼）の行事ではノロを先頭に役目が大獅子像を拝む。戦前までは、役目は約180cmの竹を束ねて巡り「サリーサリーユーカンヒーマーチウミチミラショーリ」と呼び掛け、台所の整理の行き届かぬ家庭の主婦は竹で尻を叩かれる。旧暦9月9日のタントゥイ棒のときに、地域の青年達が勢理城に集まり棒踊りを奉納していた。

## 沖縄戦の時
1945年（昭和20年）の6月ごろ、日本軍は富盛の八重瀬岳付近に陣地を構え、周辺は激しい地上戦の最前線となり、米軍に弾除けなどとして使用され、現在もその時の弾痕を残している。

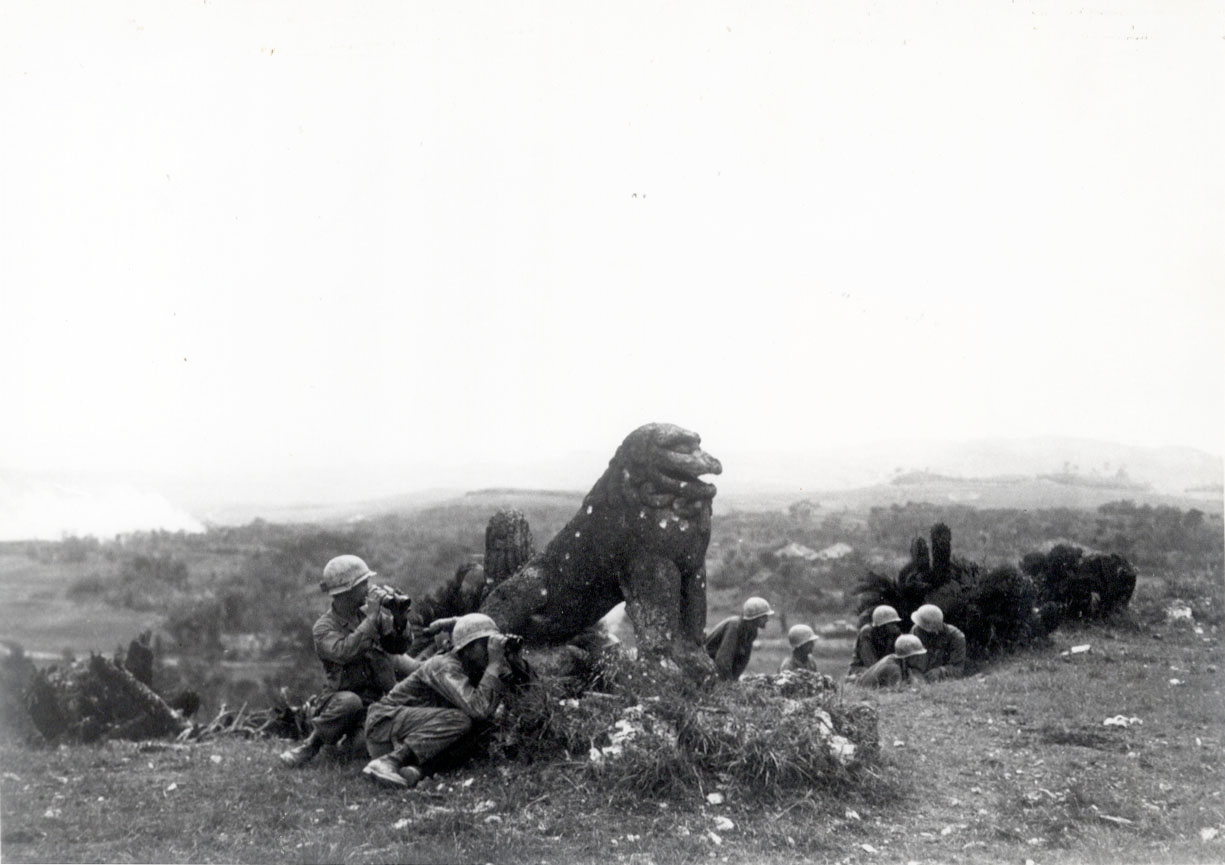
富盛のシーサー付近で日本軍の様子をうかがうアメリカ陸軍第96歩兵師団兵士

## 外部サイト
- やえせ観光サイト（2017年6月14日閲覧）
- 富盛の石彫大獅子（八重瀬町）戦跡と証言 沖縄戦70年語り継ぐ未来へ - NHK沖縄放送局（2017年7月12日閲覧）